# Rohr, Bas-Rhin
Rohr je občina v departmaju Bas-Rhin francoske regije Alzacija.
Leta 1990 je v občini živelo 215 oseb oz. 64 oseb/km².